# Фатх-Халеб
Фатх-Халеб (араб. فتح حلب‎ Fatah Halab — «освобождение Алеппо») — тактическое объединение сирийских суннитских повстанцев, действовавших в районе города Алеппо до декабря 2016 года. Группировка заявила о себе 26 апреля 2015 года. Основная цель — освобождение Алеппо как от правительственных войск, так и от сил Исламского государства.
По данным американского Института военных исследований на октябрь 2015 года Фатх-Халеб являлся одним из главных игроков в боях за провинцию Алеппо. Известно, что «Фронт ан-Нусра» в работе Фатх-Халеб не участвовал, поскольку против взаимодействия с ним возражали США.

## Участники
На осень 2016 года в состав группировки входило 50 отрядов различных повстанцев, как поддерживаемых западной коалицией, так и откровенных исламистов. Силы Фатх-Халеб также противодействовали курдским ополченцам.